# Дияволи (Мілан)
«Дияволи» Мілан (італ. Diavoli Hockey Club Milano) — хокейний клуб з міста Мілан, Італія.

## Історія
Заснований у 1958 році, припинив існування у 1979 році. Команда брала участь у Серії А, хоча і в не безперервно, до сезону 1978/79, коли припинила свої виступи. Серед досягнень має чемпіонське звання у сезоні 1959—1960 років.